# Білаль Брахімі
Білаль Брахімі (араб. بلال براهيمي, нар. 14 березня 2000, Бомон-сюр-Уаз, Франція) — алжирський футболіст, нападник французького клубу «Ніцца» та національної збірної Алжиру.

## Ігрова кар'єра

### Клубна
Білаль Брахімі починав займатися футболом у молодіжній команді португальського клубу «Лейшойш». Пізніше він перебрався до Англії, де продовжив виступати за молодіжку клубу «Мідлсбро». З сезону 2018/19 молодого футболіста почали залучати до першої команди. Але загалом Брахімі в основі «Мідлсбро» так і не заграв і влітку 2019 року перебрався до Франції, де як вільний агент приєднався до клубу «Реймс». Де витупав за дублюючий склад, а через рік відправився в оренду у клуб «Ле Ман».
У 2021 році Брахімі перейшов до клубу «Анже», з яким підписав контракт до 2024 року. І 22 вересня 2021 року нападник дебютував у матчах чемпіонату Франції, коли вийшов на заміну у складі «Анже» у матчі проти «Марселя».
Та вже взимку 2022 року Брахімі перебрався до «Ніцци». З якою в тому ж сезоні брав участь у фінальному матчі на Кубок Франції. Перед початком сезону 2022/23 на правах оренди Брахімі перейшов до клубу Ліги 1 «Брест». 2 вересня 2023 року нападник зіграв першу гру в новій команді.

### Збірна
Білаль Брахімі починав свою міжнародну кар'єру у молодіжній збірній Франції (U-19).
У травні 2022 року Брахімі прийняв пропозицію Алжирської федерації футболу і 4 червня 2022 року у матчі кваліфікації до Кубку африканських націй проти збірної Уганди дебютував у складі національної збірної Алжиру.

## Досягнення
Ніцца
- Фіналіст Кубка Франції: 2021/22